# 미카도케팔루스
미카도케팔루스(학명:Mikadocephalus gracilirostris)는 어룡목 메리아코사우루스과에 속하는 어룡이다. 지금은 멸종된 종으로서 전체적인 몸길이가 4~6m인 거대한 어룡에 속한다.

## 특징
미카도케팔루스는 멸종된 어룡의 속이다. 그것의 유골은 유럽의 스위스 아니시아에서 발견되었다. 모식종은 미카도케팔루스 그라실리로스트리스이다. 2021년에 유럽의 고생물학자들인 빈델리니와 동료들은 미카도케팔루스 그라실리로스트리스가 베사노사우루스 렙토린쿠스의 하위 대명사라고 생각했다. 미카도케팔루스의 특징으로는 등지르러미가 2개이고 꼬리지느러미가 매우 크게 발달되어 있다. 앞쪽으로 길쭉하게 확장된 주둥이의 양턱에는 총 20~25개의 날카로운 이빨들이 나 있다. 먹이로는 당대에 서식했던 물고기, 갑각류, 두족류를 주로 잡아먹고 살았을 육식성의 어룡으로 추정되는 종이다.

## 생존시기와 서식지와 화석의 발견
미카도케팔루스가 생존했었던 시기는 중생대의 트라이아스기 중기로서 지금으로부터 2억 2000만년전~2억년전에 생존했었던 종이다. 생존했었던 시기에는 유럽을 중심으로 하는 북극해, 대서양, 지중해에서 주로 서식했었던 어룡이다. 화석의 발견은 2021년에 유럽의 국가 중에 하나인 스위스의 트라이아스기에 형성된 지층에서 유럽의 고생물학자들에 의하여 처으으로 화석이 발견되어 새롭게 명명된 종이다.

## 같이 보기
- 파충류
- 중생대
- 트라이아스기
- 어룡
- 화석